# Tenuipalpus pseudocedrelae
Tenuipalpus pseudocedrelae är en spindeldjursart som beskrevs av Livschitz 1979. Tenuipalpus pseudocedrelae ingår i släktet Tenuipalpus och familjen Tenuipalpidae. Inga underarter finns listade i Catalogue of Life.